# William Fichtner
William Edward Fichtner (Nova Iorque, 27 de novembro de 1956) é um ator norte-americano.
Conhecido por seus papéis em séries de televisão como Invasion, como Tom Underlay e Prison Break interpretando o agente do FBI Alexander Mahone. Participando também em alguns filmes como Crash, Equilibrium e Pearl Harbor.

## Biografia
Fichtner nasceu em Nova Iorque, é filho de William E. Fichtner e Patricia Fichtner, tem uma irmã que é coronel na Força Aérea dos Estados Unidos. Depois de se formar na Universidade de Nova Iorque em 1978, decidiu estudar na Academia de Artes Dramáticas de Nova Iorque.

### Carreira
O seu primeiro papel como ator foi em As the World Turns a interpretar a personagem de Josh Snyder em 1987, começando assim a sua carreira de ator.
Em seu curriculum, Fichtner tem filmes como: Crash, Equilibrium, Falcão Negro em Perigo, A Tempestade Pereita e Go. Em 2006, foi escolhido para interpretar o agente do FBI Alexander Mahone na 2.ª temporada da série de televisão Prison Break.
William também emprestou suas vozes em jogos. Em 2002 ,deu vida ao atrapalhado advogado Ken Rosenberg, do jogo Grand Theft Auto Vice City.O mesmo personagem e seu dublador acabaram voltando em 2004 no Grand Theft Auto San Andreas,e no video The Introduction (como uma previa do game antes dos acontecimentos da história),os três ambos da Rockstar Games

## Curiosidades
William Fichtner foi casado com Betsy Aidem, com quem teve uma criança, divorciando-se mais tarde em 1996. A 25 de julho de 1998, o ator casou-se com com a também atriz Kimberly Kalil, que resultou novamente numa criança.

## Filmografia
| Ano       | Título                                           | Personagem             | Notas       |
| --------- | ------------------------------------------------ | ---------------------- | ----------- |
| 2016      | Independence Day: Resurgence                     | General Adams          | Filme       |
| 2014      | Teenage Mutant Ninja Turtles                     | Eric Sacks             | Filme       |
| 2013-2014 | Crossing Lines                                   | Carl Hickman           | Série de TV |
| 2013      | The Lone Ranger                                  | Butch                  | Filme       |
| 2013      | Elysium                                          | John Carlyle           | Filme       |
| 2011      | Drive Angry                                      | O Auditor              | Filme       |
| 2010      | Date Night                                       | Frank Crenshaw         | Filme       |
| 2008      | The Dark Knight                                  | Gerente do banco       | Filme       |
| 2007      | Blades of Glory                                  | Darren MacElroy        | Filme       |
| 2006      | Ultraviolet                                      | Garth                  | Filme       |
| 2006-2009 | Prison Break                                     | Alexander Mahone       | Série de TV |
| 2005      | Mr. & Mrs. Smith                                 | Dr. Wexler             | Filme       |
| 2005      | The Longest Yard                                 | Capitão Knauer         | Filme       |
| 2005      | Empire Falls                                     | Jimmy Minty            | Minissérie  |
| 2005      | The Chumscrubber                                 | Dr. Bill Stiffle       | Filme       |
| 2005      | Nine Lives                                       | Andrew                 | Filme       |
| 2005      | Invasion                                         | Tom Underlay           | Série de TV |
| 2004      | The Introduction of Grand Theft Auto San Andreas | Ken Rosenberg          | Voz         |
| 2004      | Grand Theft Auto: San Andreas                    | Ken Rosenberg          | Voz         |
| 2004      | Crash                                            | Flanagan               | Filme       |
| 2002      | Grand Theft Auto: Vice City                      | Ken Rosenberg          | Voz         |
| 2002      | Equilibrium                                      | Jürgen                 | Filme       |
| 2002      | Julie Walking Home                               | Henry                  | Filme       |
| 2002      | MDs                                              | Bruce Kellerman        | Série de TV |
| 2001      | What's the Worst That Could Happen?              | Detective Alex Tardio  | Filme       |
| 2001      | Falcão negro em perigo                           | Jeff Sanderson         | Filme       |
| 2000      | Pearl Harbor                                     | Pai do Danny           | Filme       |
| 2000      | Drowning Mona                                    | Phil Dearly            | Filme       |
| 2000      | The Perfect Storm (filme)                        | David "Sully" Sullivan | Filme       |
| 1999      | Go                                               | Burke                  | Filme       |
| 1998      | Armageddon                                       | Coronel William Sharp  | Filme       |
| 1997      | Contact                                          | Kent                   | Filme       |
| 1996      | Albino Alligator                                 | Law                    | Filme       |
| 1995      | Heat                                             | Roger Van Zant         | Filme       |
| 1995      | Strange Days                                     | Dwayne Engelman        | Filme       |
| 1995      | Virtuosity                                       | Wallace                | Filme       |